# Podtýn
Podtýn je malá vesnice, část obce Žernov v okrese Semily. Nachází se asi dva kilometry jihozápadně od Žernova. Prochází zde silnice II/282.
Podtýn leží v katastrálním území Žernov o výměře 4,85 km².

## Historie
První písemná zmínka o vesnici pochází z roku 1790.